# Sundarion flava
Sundarion flava är en insektsart som beskrevs av Leon Fairmaire. Sundarion flava ingår i släktet Sundarion och familjen hornstritar. Inga underarter finns listade i Catalogue of Life.